# بربلوطستان پلکانه
بَرَبلوطستان پلکانه، روستایی از توابع بخش فیروزآباد شهرستان کرمانشاه در استان کرمانشاه ایران است.

## جمعیت
این روستا در دهستان جلال‌وند قرار دارد و بر اساس سرشماری مرکز آمار ایران در سال ۱۳۸۵، جمعیت آن ۵۷ نفر (۱۱ خانوار) بوده‌است.